# U-Bahnhof Fuhlsbüttel Nord

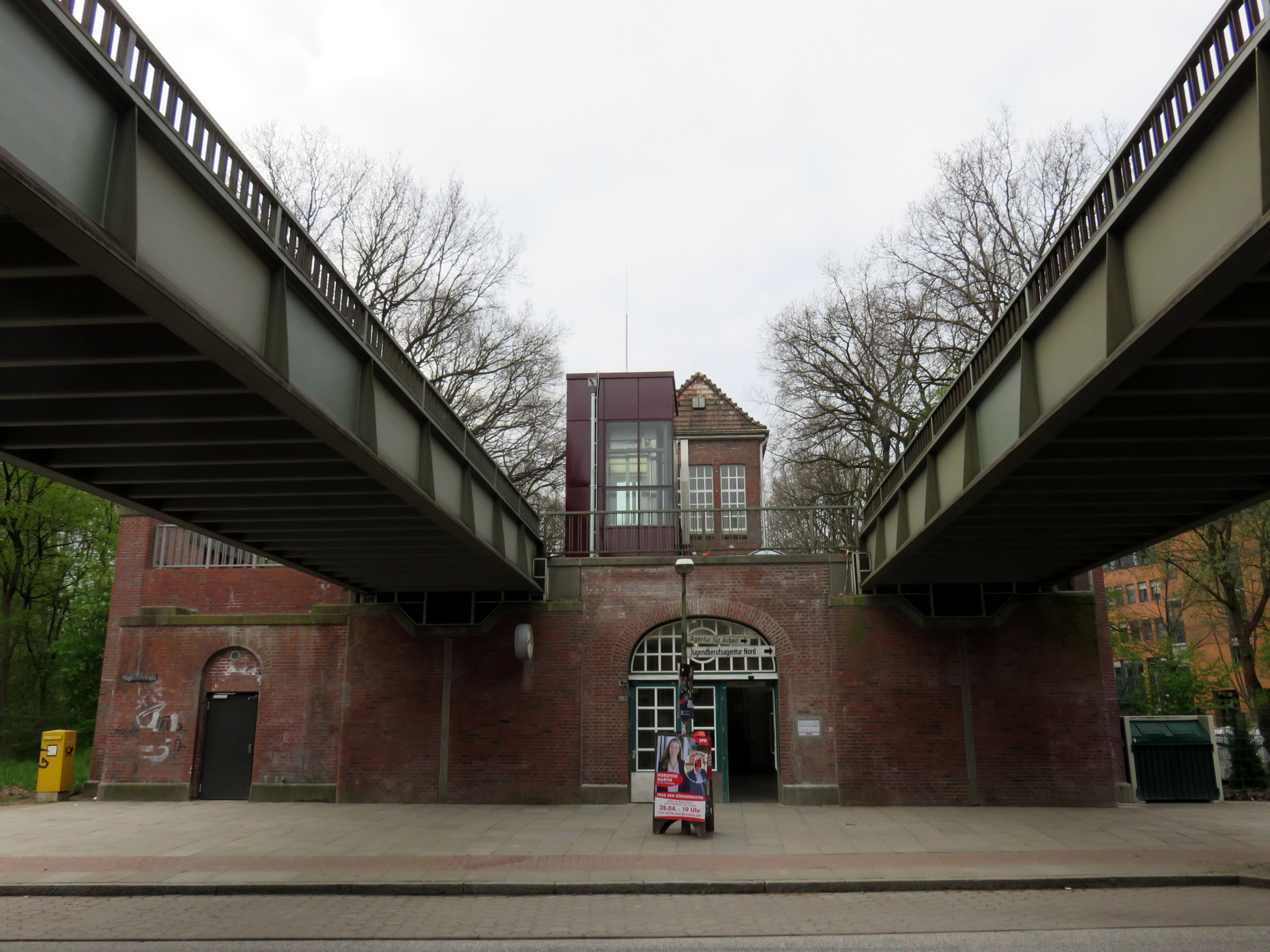
Nach Fahrstuhleinbau 2020 (von der Eingangshalle aus)

Der U-Bahnhof Fuhlsbüttel Nord ist eine Haltestelle der Hamburger U-Bahn im Stadtteil Fuhlsbüttel. Das Kürzel der Station bei der Betreiber-Gesellschaft Hamburger Hochbahn lautet „FL“. Täglich steigen hier durchschnittlich 5145 Personen ein und aus (mo–fr, 2019).

## Station
Fuhlsbüttel Nord ist eine Station der Linie U1 direkt an der Grenze des namengebenden Stadtteils Fuhlsbüttel zu Hamburg-Langenhorn. Die Haltestelle verfügt über einen Mittelbahnsteig in Dammlage. Der einzige Ausgang führt vom Nordende des Bahnsteigs in das Zugangsgebäude, das an der Südseite der Flughafenstraße steht. Hierin führen Treppen hinab in die Schalterhalle mit den Fahrkartenautomaten auf Straßenebene. Nördlich der Haltestelle befindet sich auf dem Bahndamm ein Kehrgleis, das für einzelne Verstärkerzüge und bei Betriebsstörungen genutzt wird. Bis in die 1970er Jahre lagen hier zwischen den beiden Streckengleisen zwei Kehrgleise.
Seit dem 29. Juni 2020 ist der U-Bahnhof unter Schonung des historischen Empfangsgebäudes „barrierefrei“ durch den Einbau eine Aufzugsanlage und die Ausstattung mit einem taktilen Bodenleitsystem für Menschen mit eingeschränkter Sehfähigkeit. Bis Herbst 2020 wurden noch umfangreiche Renovierungsarbeiten durchgeführt.
Die beiden Nachbarstationen Langenhorn Markt bzw. Fuhlsbüttel sind jeweils etwa 1,1 Kilometer entfernt.
An der Bushaltestelle halten die Busse der Linie 172. 100 Meter von der Station befindet sich die Bushaltestelle Flughafenstraße, die auch von den Linien 292, 392 und der Nachtbuslinie 606 bedient wird.

## Geschichte
Die Station Fuhlsbüttel Nord wurde im Sommer 1921 unter dem Namen „Langenhorn Süd“ an der Langenhorner Bahn von Ohlsdorf nach Ochsenzoll (heute ein Teil der U1) in Betrieb genommen. 1934 wurde die Haltestelle in „Flughafen“ umbenannt, obwohl das Abfertigungsgebäude etwa einen Kilometer entfernt lag. 1954 wechselte der Name daher auf „Flughafenstraße“. Schließlich wurde 1984 die heutige Bezeichnung „Fuhlsbüttel Nord“ eingeführt. Um 1970 wurde der Bahnsteig an seiner Südseite etwas verlängert, damit 9-Wagen-Züge des Typs DT3 eingesetzt werden konnten.
| Linie | Verlauf |
| ----- | --- |
| U 1   | Norderstedt Mitte – Richtweg – Garstedt – Ochsenzoll – Kiwittsmoor – Langenhorn Nord – Langenhorn Markt – Fuhlsbüttel Nord – Fuhlsbüttel – Klein Borstel – Ohlsdorf – Sengelmannstraße (City Nord) – Alsterdorf – Lattenkamp (Sporthalle) – Hudtwalckerstraße – Kellinghusenstraße – Klosterstern – Hallerstraße – Stephansplatz (Oper/CCH) – Jungfernstieg – Meßberg – Steinstraße – Hauptbahnhof Süd – Lohmühlenstraße – Lübecker Straße – Wartenau – Ritterstraße – Wandsbeker Chaussee – Wandsbek Markt – Straßburger Straße – Alter Teichweg – Wandsbek-Gartenstadt – Trabrennbahn – Farmsen – Oldenfelde – Berne – Meiendorfer Weg – Volksdorf / Streckenast Ohlstedt – Buckhorn – Hoisbüttel – Ohlstedt \ Streckenast Großhansdorf – Buchenkamp – Ahrensburg West – Ahrensburg Ost – Schmalenbeck – Kiekut – Großhansdorf |